# Hamrafell
Hamrafell är ett berg i republiken Island. Det ligger i regionen Suðurland, 160 km öster om huvudstaden Reykjavík. Toppen på Hamrafell är 851 meter över havet, eller 162 meter över den omgivande terrängen. Bredden vid basen är 3,2 km.
Trakten runt Hamrafell är nära nog obefolkad, med mindre än två invånare per kvadratkilometer. Det finns inga samhällen i närheten. Trakten runt Hamrafell består i huvudsak av gräsmarker.